# Karel Pešek
Karel Pešek, dit Káďa, (20 septembre 1895 à Olmütz - 30 septembre 1970 à Prague) est un joueur professionnel tchécoslovaque de hockey sur glace et de football médaillé olympique. Hormis sa carrière de footballeur et de joueur de hockey, il a passé un diplôme de docteur en sciences naturelles à l'université Charles de Prague.

## Carrière
Il commence sa carrière de footballeur à l'âge de 15 ans au sein du ČAFC Praha. Il gagne son surnom de « Káďa  » à cette époque et joue par la suite pour le SK Viktoria Žižkov mais également pour le SK Slavia Praha.
En 1914, il se joint à l'équipe de Bohême de hockey envoyée pour jouer le championnat d'Europe en Allemagne. Trois équipes seulement participent à cette dernière édition et chaque équipe ne joue donc que deux matchs. Les Bohémiens vont remporter leurs deux confrontations en ne prenant qu'un seul but. Jaroslav Jirkovský fait sensation inscrivant six buts lors du premier match et Káďa en inscrit trois autres pour une victoire 9-1 contre les Belges. Le second match se solde également par une victoire et il remporte son premier championnat d'Europe de hockey,.
En 1913, il rejoint le AC Sparta Praha et dès 1918 il fait partie de l'équipe du Sparta surnommé « Železná Sparta », en français le Sparta d'acier, qui va dominer les compétitions nationales européennes au cours des années 1920. Il remporte ainsi le championnat tchécoslovaque en 1919, 1922, 1926 et 1927.
À la suite de la Première Guerre mondiale il joue avec l'équipe de Tchécoslovaquie qui remporte la médaille de bronze au tournoi de hockey en 1920 à Anvers. Il fait alors partie de la première équipe participant à une compétition officielle et perd contre les Falcons de Winnipeg représentants du Canada sur la marque de 15 buts à 0. Le second match est également soldé par une défaite de son pays avec une défaite 16-0 contre l'équipe des États-Unis. La première victoire de l'équipe vient contre les Suédois. La Tchécoslovaquie remporte le match 1 but à 0, but inscrit par Josef Šroubek.
En parallèle, il est également le capitaine de l'équipe de Tchécoslovaquie des Jeux. Il participe ainsi au premier match officiel de l'équipe contre la Yougoslavie  et la première victoire 7-0. Par la suite, l'équipe passe tous les tours de la compétition pour accéder à la finale contre l'équipe de Belgique. L'équipe va abandonner le match à la 39e minute après deux buts qu'elle juge litigieux mais également en raison d'un arbitrage douteux de la part de l'arbitre central anglais : John Lewis. Ce dernier a déjà officié lors de la demi-finale de la Belgique et décide à la 39e minute d'exclure Karel Steiner défenseur tchécoslovaque. Après de nombreux débats, les tchécoslovaques sont disqualifiés de la compétition alors que Pešek aurait pu devenir le premier sportif à remporter deux médailles dans deux sports aux Jeux olympiques.
Il participe par la suite à différentes éditions du championnat d'Europe de hockey puis à la prochaine édition des Jeux olympiques, uniquement pour le football. En 1927, il remporte la Coupe Mitropa en football avec le Sparta.

## Statistiques

### Statistiques en équipe nationale de hockey
| Année | Équipe          | Compétition           |  | PJ | B | A | Pts | Pun                |  | Résultats |
| 1914  | Bohême          | Championnat d'Europe  |  | 3  |   |   |     | Médaille d'or      |  |           |
| 1920  | Tchécoslovaquie | Jeux olympiques d'été |  | 0  |   |   |     | Médaille de bronze |  |           |
| 1921  | Tchécoslovaquie | Championnat d'Europe  |  | 1  |   |   |     | Médaille d'argent  |  |           |
| 1922  | Tchécoslovaquie | Championnat d'Europe  |  | 3  |   |   |     | Médaille d'or      |  |           |
| 1923  | Tchécoslovaquie | Championnat d'Europe  |  | 3  |   |   |     | Médaille d'argent  |  |           |
| 1925  | Tchécoslovaquie | Championnat d'Europe  |  | 0  |   |   |     | Médaille d'or      |  |           |

### Statistiques de football
Au cours de sa carrière professionnelle, Káďa a joué 727 matchs en club pour 28 buts inscrits. Avec l'équipe nationale, il a joué 44 matchs, a toujours été capitaine pour un but inscrit. Il inscrit ce but lors d'un match amical contre la Hongrie lors d'une victoire 6 buts à 1. Il joue son dernier match internationale en 1931 encore une fois contre le Hongrie.
- 1913 : ČAFC Praha
- 1913-1932 : AC Sparta Praha
- 1933-1934 : SK Židenice